# Толстоголовка сафлоровая
Толстоголовка сафлоровая или толстоголовка сероватая (лат. Pyrgus carthami) — бабочка из семейства толстоголовок.

## Этимология названия
Carthamus (латинский, ботаническое) — сафлор, одно из кормовых растений гусениц этого вида.

## Ареал и места обитания
Южная, Центральная и Юго-восточная Европа, Кавказ, Западная и Центральная Азия на восток до Западного Алтая.
На Украине вид локально обитает в лесостепной и степной зонах (не найден в Кировоградской, Херсонской, Запорожской обл). Наиболее обычен в восточном Прикарпатье (бассейн реки Днестр) и на востоке — в окрестностях городов Харьков и Днепр. В более северных частях ареала (Киевская, Винницкая области) известен только по старинным находкам.
По степям юга европейской части России вид на севере своего ареала местами достигает лесостепной зоны. Самое северное нахождение известно на территории Чувашии.
Бабочки населяют степи разных типов остепненные склоны, остепненные балки и склоны холмов. В лесостепи бабочки населяют открытые остепененные участки, сухие лесные опушки, поляны. Бабочки в Волгоградской области встречаются по луговым участкам на песчаных почвах на границе с тополево-дубовым лесом.

## Биология

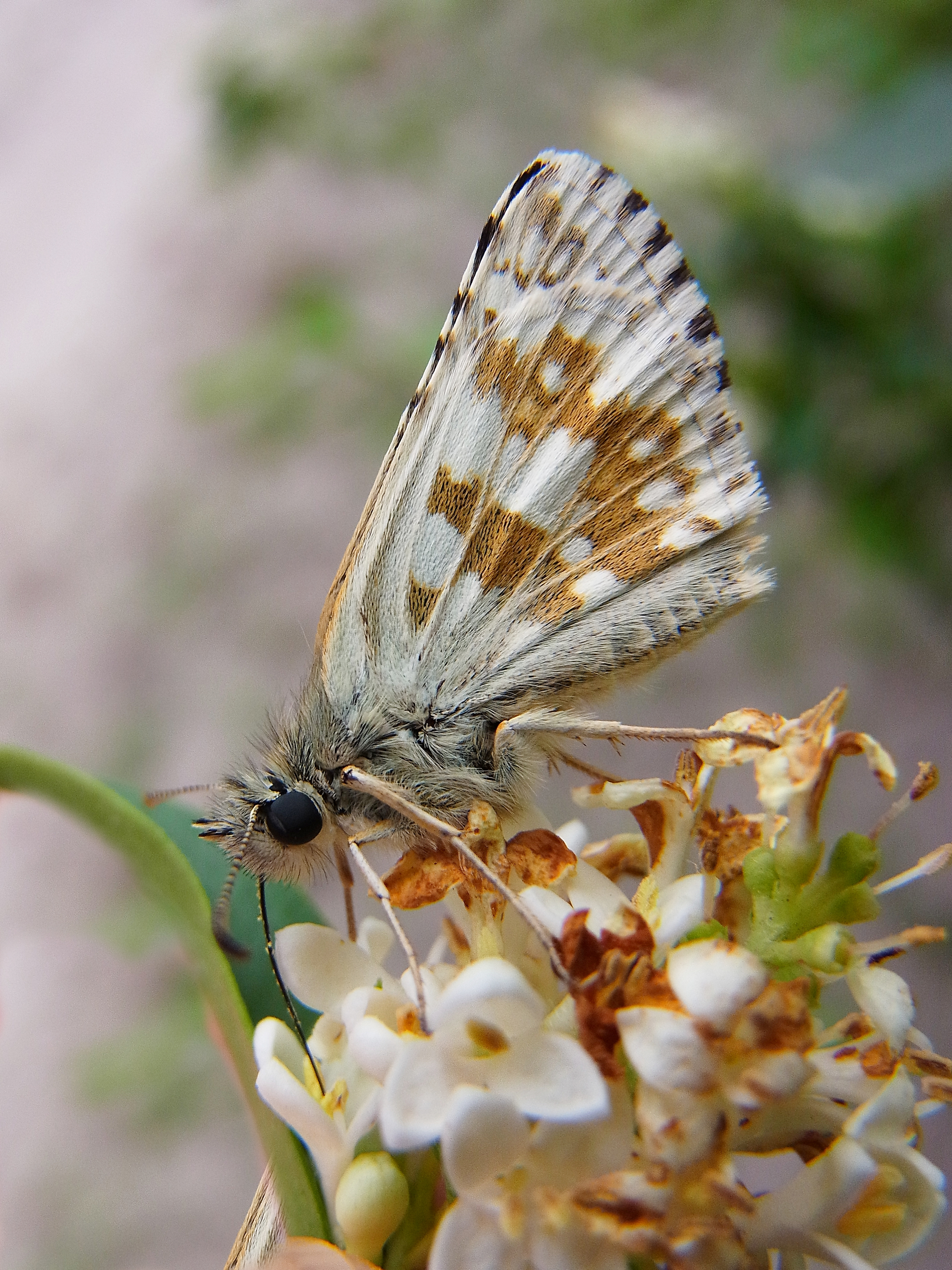

Развивается в одном поколении за год. Время лёта наблюдается с середины мая по начало августа. Часто самцы отмечаются на влажной почве, у водотоков. Кормовыми растениями гусениц являются [алтей, сафлор, василёк, яснотка, мальва лесная, просвирник, лапчатка серебристая, лапчатка тенелюбивая. По наблюдениям W. Wagner’a зимуют гусеницы предпоследнего возраста. Окукливается в свернутом листе кормового растения. Стадия куколки — до 14 дней.